# Pentarquia de 1933

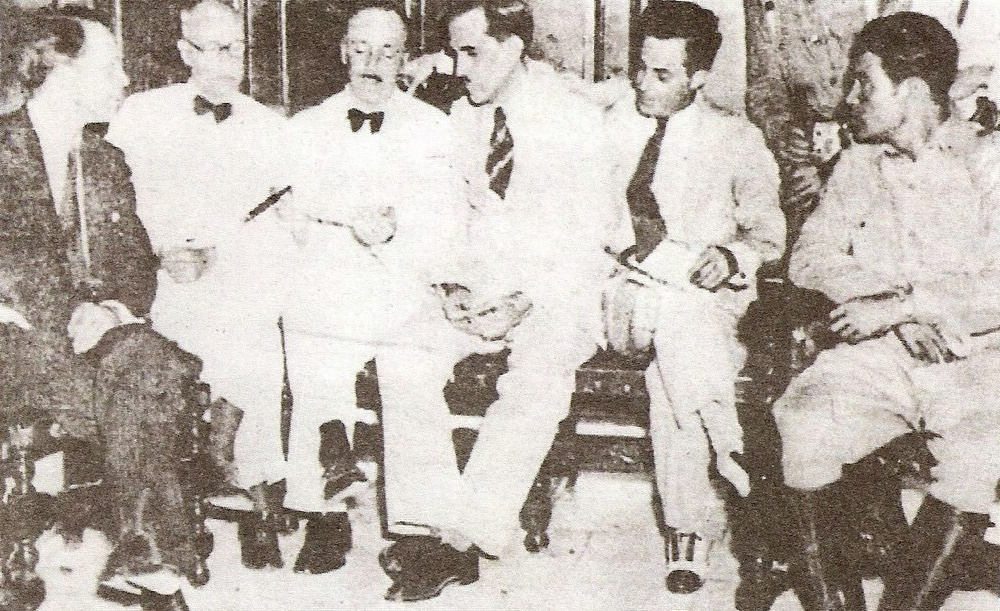
“La Pentarquía” José M. Irisari, Porfirio Franca, Guillermo Portela, Ramon Grau, e Sergio Carbó com Fulgencio Batista em 1933.

Pentarquia de 1933 (também conhecida como Comissão Executiva do Governo Provisório de Cuba) foi uma coligação que governou Cuba de 5 de setembro a 10 de setembro de 1933 depois que Gerardo Machado foi deposto em 12 de agosto de 1933. Antes da Pentarquia, o General Alberto Herrera (12-13 de agosto de 1933) e Carlos Manuel de Céspedes y Quesada (13 de agosto - 5 de setembro de 1933) atuaram como presidente de Cuba.
Os membros da Pentarquia foram:
- Sergio Carbó y Morera (1891–1971), jornalista
- Porfirio Franca y Álvarez de la Campa (1878–1950), advogado, banqueiro e economista
- Ramón Grau San Martín (1887–1969), membro do corpo docente da Faculdade de Medicina na Universidade de Havana
- José Miguel Irisarri y Gamio (1895–1968), um advogado
- Guillermo Portela y Möller (1886–1958), membro do corpo docente da Faculdade de Direito na Universidade de Havana

A primeira coisa que a Pentarquia fez foi elaborar uma proclamação que foi escrita por Sergio Carbó e assinada por dezoito civis e um militar, Fulgencio Batista. Essa proclamação foi publicada em todos os jornais de Cuba no dia seguinte. Carbó mais tarde promoveu Batista de um sargento para coronel sem notificar os outros quatro. Mais tarde, eles foram expulsos pelo Diretório Estudantil e Ramón Grau foi nomeado presidente.